# إيرفاين فيليبس
إيرفاين فيليبس (بالإنجليزية: Irvine Phillips) هو لاعب كرة قدم أمريكية أمريكي، ولد في 10 يونيو 1905، وتوفي في 4 أبريل 1999.